# Dhaka
Dhaka (tiếng Bengal: ঢাকা, phát âm tiếng Bengal: [ˈɖʱaka]; tên cũ là Dacca, và Jahangirnagar, trong thời kỳ Mughal) là thủ đô của Bangladesh, thành phố chính ở Phân khu Dhaka, miền Trung Bangladesh. Thành phố nằm ở bên một nhánh của sông Dhaleswari ở một đồng bằng châu thổ Ganges-Brahmaputra thường bị lụt lội. Đây là trung tâm công nghiệp, văn hoá, thương mại lớn của quốc gia này. Diện tích: 815,85  km². Tọa lạc hai bên bờ sông Buriganga, Dhaka, cùng với vùng đô thị của nó, có dân số trên 12 triệu người, là thành phố lớn nhất Bangladesh và là thành một trong các thành phố có mật độ dân cao nhất thế giới. Dhaka được biết đến với tên Thành phố các đền thờ Hồi giáo. Dhaka cũng được mệnh danh là Thủ đô Xích lô thế giới. Có khoảng 400.000 lượt chiếc xích lô lưu hành mỗi ngày.
Thành phố được cảng Nārāyanganj gần bên phục vụ. Các sản phẩm của thành phố bao gồm: đay, lụa, hàng dệt bông, thảm, thực phẩm chế biến, hóa chất, trang sức và hàng cao su. Khu vực phố cổ bao gồm nhiều chợ đông đúc và nhiều khu phố chật hẹp trái ngược với khu vực Ramna Maidan ở phía Bắc quy hoạch tốt, nơi có các toà nhà chính phủ và các trường học. Thành phố có hơn 700 nhà thờ Hồi Giáo minh chứng cho tầm quan trọng của Hồi Giáo tại thành phố đa số là tín đồ Đạo Hồi này. Thành phố có Đại học Dhaka (1921), Đại học Kỹ thuật và Công nghệ Bangladesh (1962), và Đại học Jahangirnagar (1970).
Từ một cộng đồng dân cư không rõ nguồn gốc, Dhaka đã trở nên quan trọng vào thế kỷ XVII khi nó trở thành thủ phủ Mughal của tỉnh Bengal từ năm 1608 đến 1639 và tiếp theo là 1660 đến 1704. Trong thời kỳ đó nó nổi tiếng với việc sản xuất vải muslin tốt. Thành phố suy giảm khi thủ phủ được chuyển đến Murshidabad vào năm 1704, và nó trở nằm dưới sự kiểm soát của Vương quốc Anh năm 1765. Khi người Anh rời khỏi Ấn Độ năm 1947, Dhaka đã trở thành thủ phủ của tỉnh Đông Bengal của Pakistan và năm 1956 nó trở thành thủ đô của Đông Pakistan. Thành phố chịu sự hư hỏng nặng trong cuộc chiến tranh năm 1971 giành độc lập khỏi Pakistan trước khi trở thành thủ đô của một quốc gia Bangladesh mới độc lập cuối năm 1971.

## Lịch sử

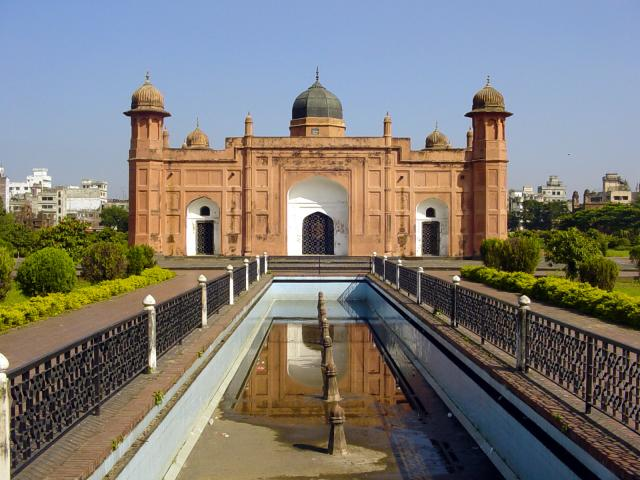
Pháo đài Lalbagh, xây vào giữa thế kỷ XVII bởi hoàng tử Mohammed Azam Shah, con trai hoàng đế Aurangzeb

Sự tồn tại của một khu định cư trong khu vực nay là Dhaka có từ thế kỷ thứ VII. Khu vực thành phố đã được cai trị bởi vương quốc Phật giáo về Kamarupa và đế chế Pala trước khi đi qua sự kiểm soát của các triều đại Hindu Sena trong thế kỷ thứ IX Tên của thành phố được đặt theo đền thờ nữ thần Dhakeshwari bởi Ballal Sena trong thế kỷ XII. Dhaka và khu vực xung quanh của nó được xác định là Bengalla khoảng thời gian đó. Các thị trấn chính nó bao gồm một trung tâm thị trường ít như Lakshmi Bazar, Shankhari Bazar, Tanti Bazar, Patuatuli, Kumartuli, Bania Nagar và Goal Nagar. Sau Đế chế Sena, Dhaka đã thuộc cai trị của Vương quốc Hồi giáo của Bengal, cũng như bị gián đoạn các thống đốc từ Vương quốc Hồi giáo Delhi trước khi được cai trị bởi đế chế Mughal năm 1608. Sự phát triển đô thị và nhà ở đã làm tăng nhanh dân số khi thành phố được công bố là thủ đô (Rajmahal) của Bengal dưới thời cai trị của Mughal năm 1608.

## Thể thao

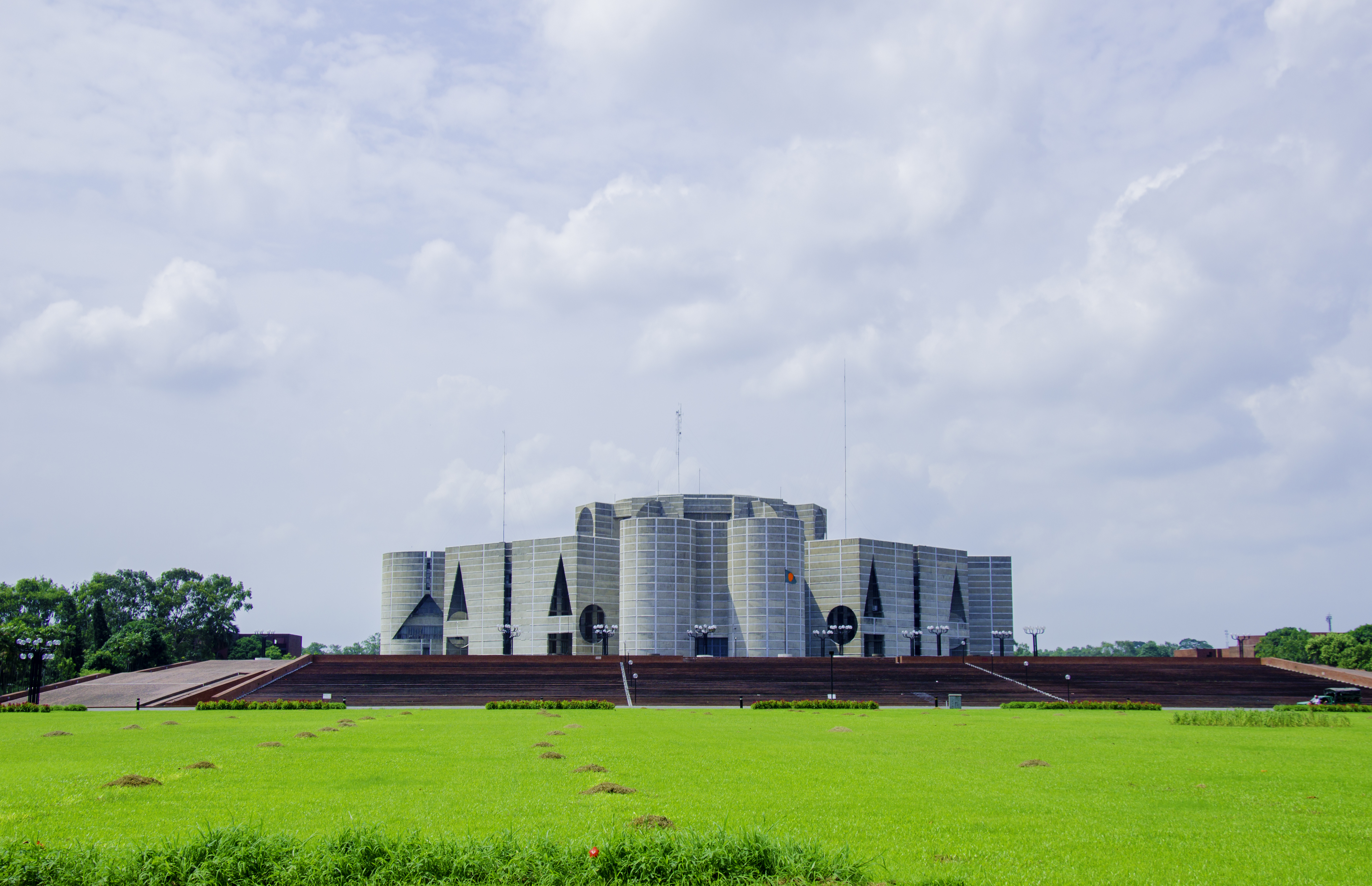
National Assembly of Bangladesh, Dhaka.

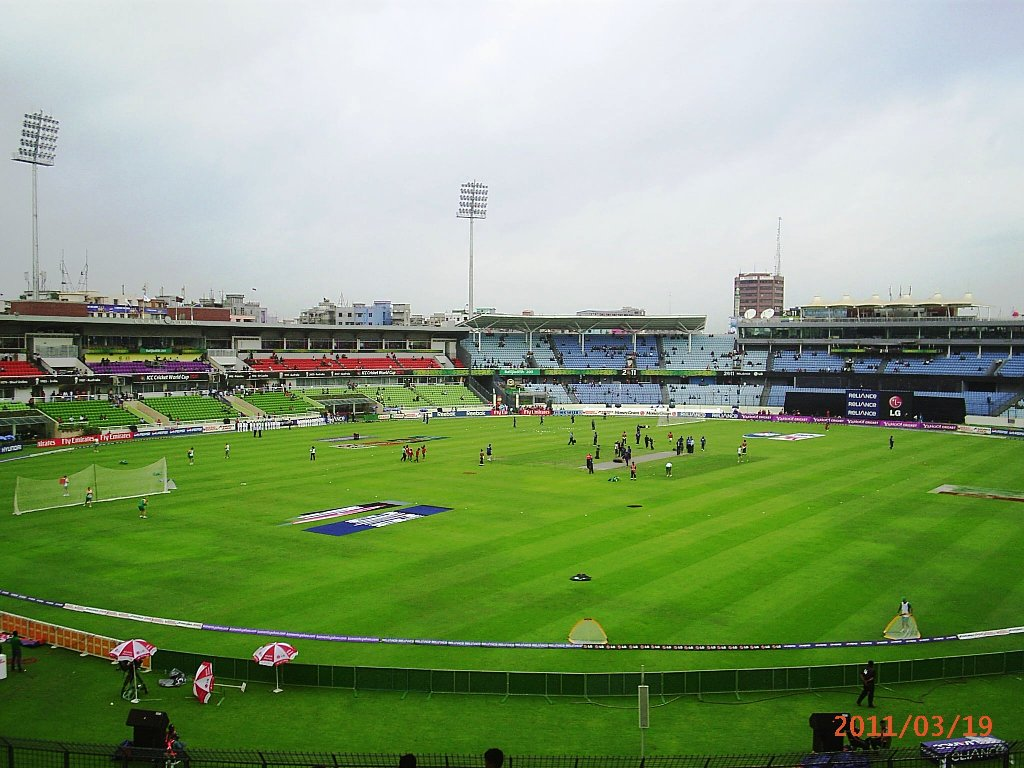
Sân vận động Sher-e-Bangla Mirpur.

Cricket và bóng đá là 2 môn thể thao phổ biến nhất ở Dhaka và của quốc gia này. Các đội tham dự đến từ phần lớn các trường học, trường cao đẳng và các cơ sở tự nhiên. Câu lạc bộ Mohammedan và Abahani là hai câu lạc bộ bóng đá và cricket nổi tiếng.

## Khí hậu
| Dữ liệu khí hậu của Dhaka                                                                    | Dữ liệu khí hậu của Dhaka | Dữ liệu khí hậu của Dhaka | Dữ liệu khí hậu của Dhaka | Dữ liệu khí hậu của Dhaka | Dữ liệu khí hậu của Dhaka | Dữ liệu khí hậu của Dhaka | Dữ liệu khí hậu của Dhaka | Dữ liệu khí hậu của Dhaka | Dữ liệu khí hậu của Dhaka | Dữ liệu khí hậu của Dhaka | Dữ liệu khí hậu của Dhaka | Dữ liệu khí hậu của Dhaka | Dữ liệu khí hậu của Dhaka |
| Tháng                                                                                        | 1                         | 2                         | 3                         | 4                         | 5                         | 6                         | 7                         | 8                         | 9                         | 10                        | 11                        | 12                        | Năm                       |
| -------------------------------------------------------------------------------------------- | ------------------------- | ------------------------- | ------------------------- | ------------------------- | ------------------------- | ------------------------- | ------------------------- | ------------------------- | ------------------------- | ------------------------- | ------------------------- | ------------------------- | ------------------------- |
| Cao kỉ lục °C (°F)                                                                           | 31.1 (88.0)               | 34.4 (93.9)               | 40.6 (105.1)              | 42.2 (108.0)              | 41.1 (106.0)              | 36.7 (98.1)               | 35.0 (95.0)               | 36.1 (97.0)               | 36.7 (98.1)               | 37.2 (99.0)               | 34.4 (93.9)               | 30.6 (87.1)               | 42.2 (108.0)              |
| Trung bình ngày tối đa °C (°F)                                                               | 25.4 (77.7)               | 28.1 (82.6)               | 32.5 (90.5)               | 33.7 (92.7)               | 32.9 (91.2)               | 32.1 (89.8)               | 31.4 (88.5)               | 31.6 (88.9)               | 31.6 (88.9)               | 31.6 (88.9)               | 29.6 (85.3)               | 26.4 (79.5)               | 30.6 (87.1)               |
| Trung bình ngày °C (°F)                                                                      | 19.1 (66.4)               | 21.8 (71.2)               | 26.5 (79.7)               | 28.7 (83.7)               | 28.7 (83.7)               | 29.1 (84.4)               | 28.8 (83.8)               | 29.0 (84.2)               | 28.8 (83.8)               | 27.7 (81.9)               | 24.4 (75.9)               | 20.3 (68.5)               | 26.1 (79.0)               |
| Tối thiểu trung bình ngày °C (°F)                                                            | 12.7 (54.9)               | 15.5 (59.9)               | 20.4 (68.7)               | 23.6 (74.5)               | 24.5 (76.1)               | 26.1 (79.0)               | 26.2 (79.2)               | 26.3 (79.3)               | 25.9 (78.6)               | 23.8 (74.8)               | 19.2 (66.6)               | 14.1 (57.4)               | 21.5 (70.7)               |
| Thấp kỉ lục °C (°F)                                                                          | 6.1 (43.0)                | 6.7 (44.1)                | 10.6 (51.1)               | 16.7 (62.1)               | 14.4 (57.9)               | 19.4 (66.9)               | 21.1 (70.0)               | 21.7 (71.1)               | 21.1 (70.0)               | 17.2 (63.0)               | 11.1 (52.0)               | 7.2 (45.0)                | 6.1 (43.0)                |
| Lượng Giáng thủy trung bình mm (inches)                                                      | 7.7 (0.30)                | 28.9 (1.14)               | 65.8 (2.59)               | 156.3 (6.15)              | 339.4 (13.36)             | 340.4 (13.40)             | 373.1 (14.69)             | 316.5 (12.46)             | 300.4 (11.83)             | 172.3 (6.78)              | 34.4 (1.35)               | 12.8 (0.50)               | 2.148 (84.57)             |
| Số ngày giáng thủy trung bình (≥ 0.1 mm)                                                     | 1                         | 1                         | 3                         | 6                         | 11                        | 16                        | 12                        | 16                        | 12                        | 7                         | 1                         | 0                         | 86                        |
| Độ ẩm tương đối trung bình (%)                                                               | 46                        | 37                        | 38                        | 42                        | 59                        | 72                        | 72                        | 74                        | 71                        | 65                        | 53                        | 50                        | 57                        |
| Số giờ nắng trung bình tháng                                                                 | 279                       | 226                       | 217                       | 180                       | 155                       | 90                        | 62                        | 62                        | 90                        | 186                       | 240                       | 279                       | 2.066                     |
| Nguồn 1: Weatherbase (normals, 30 yr period)                                                 |                           |                           |                           |                           |                           |                           |                           |                           |                           |                           |                           |                           |                           |
| Nguồn 2: Sistema de Clasificación Bioclimática Mundial (extremes), BBC Weather (độ ẩm, nắng) |                           |                           |                           |                           |                           |                           |                           |                           |                           |                           |                           |                           |                           |